# Wahlkreis Glasgow Baillieston (Schottisches Parlament)
| Glasgow Baillieston           |
| ----------------------------- |
| Glasgow Baillieston · Glasgow |
| Gebildet                      |
| 1999                          |
| Abgeschafft                   |
| 2011                          |
| Regionen                      |
| Glasgow                       |

Glasgow Baillieston war ein Wahlkreis für das Schottische Parlament. Er wurde 1999 als einer von zehn Wahlkreisen der Wahlregion Glasgow eingeführt, die im Zuge der Revision der Wahlkreise im Jahre 2011 neu zugeschnitten wurde und nur noch neun Wahlkreise umfasst. Hierbei wurde der Wahlkreis Glasgow Baillieston abgeschafft. Er umfasste die westlichen Glasgower Stadtbezirke, unter anderem Baillieston, Cranhill, Easterhouse, und Garthamlock und entsandte einen Abgeordneten. Der Großteil der Gebiete von Glasgow Baillieston ist nun dem Wahlkreis Glasgow Provan zugeordnet. Bei Zensuserhebung 2001 lebten insgesamt 66.981 Personen innerhalb seiner Grenzen.

## Wahlergebnisse

### Parlamentswahl 1999
| Ergebnisse der Parlamentswahl 1999 | Ergebnisse der Parlamentswahl 1999 | Ergebnisse der Parlamentswahl 1999 | Ergebnisse der Parlamentswahl 1999 |
| Partei                             | Kandidat                           | Stimmen                            | %                                  |
| ---------------------------------- | ---------------------------------- | ---------------------------------- | ---------------------------------- |
| Labour                             | Margaret Curran                    | 11.289                             | 47,6                               |
| SNP                                | Dorothy-Grace Elder                | 8217                               | 34,7                               |
| Socialist                          | James McVicar                      | 1864                               | 7,9                                |
| Conservative                       | Kate Pickering                     | 1526                               | 6,4                                |
| Liberal Democrats                  | Judith Fryer                       | 813                                | 3,4                                |
| Wahlbeteiligung: 23.709 (47,83 %)  |                                    |                                    |                                    |

### Parlamentswahl 2003
| Ergebnisse der Parlamentswahl 2003 | Ergebnisse der Parlamentswahl 2003 | Ergebnisse der Parlamentswahl 2003 | Ergebnisse der Parlamentswahl 2003 | Ergebnisse der Parlamentswahl 2003 |
| Partei                             | Kandidat                           | Stimmen                            | %                                  | ±                                  |
| ---------------------------------- | ---------------------------------- | ---------------------------------- | ---------------------------------- | ---------------------------------- |
| Labour                             | Margaret Curran                    | 9657                               | 52,9                               | +5,3                               |
| SNP                                | Lachlan McNeill                    | 3479                               | 19,0                               | −15,7                              |
| Socialist                          | Jim McVicar                        | 2461                               | 13,5                               | +5,6                               |
| Conservative                       | Janette McAlpine                   | 1472                               | 8,1                                | +1,7                               |
| Liberal Democrats                  | David Jackson                      | 1201                               | 6,6                                | +3,2                               |
| Wahlbeteiligung: 18.270 (39,42 %)  |                                    |                                    |                                    |                                    |

### Parlamentswahl 2007
| Ergebnisse der Parlamentswahl 2007 | Ergebnisse der Parlamentswahl 2007 | Ergebnisse der Parlamentswahl 2007 | Ergebnisse der Parlamentswahl 2007 | Ergebnisse der Parlamentswahl 2007 |
| Partei                             | Kandidat                           | Stimmen                            | %                                  | ±                                  |
| ---------------------------------- | ---------------------------------- | ---------------------------------- | ---------------------------------- | ---------------------------------- |
| Labour                             | Margaret Curran                    | 9141                               | 52,9                               | ±0,0                               |
| SNP                                | Lachlan McNeill                    | 5207                               | 30,2                               | +11,2                              |
| Conservative                       | Richard Sullivan                   | 1276                               | 7,4                                | −0,7                               |
| Liberal Democrats                  | David Jackson                      | 1060                               | 6,1                                | −0,5                               |
| Christian                          | George Hargreaves                  | 588                                | 3,4                                | +3,4                               |
| Wahlbeteiligung: 17.272 (38,93 %)  |                                    |                                    |                                    |                                    |